# Numero di Fermat
Un numero di Fermat, chiamato così dal matematico francese Pierre de Fermat, è un numero intero esprimibile come:
{\displaystyle F_{n}=2^{2^{n}}+1,}
con {\displaystyle n} intero non negativo.

## Numeri primi di Fermat
Fermat credeva, erroneamente, che tutti i numeri della forma indicata sopra fossero numeri primi. In effetti, questo è vero per i primi cinque:
{\displaystyle F_{0}=2^{2^{0}}+1=3}
{\displaystyle F_{1}=2^{2^{1}}+1=5}
{\displaystyle F_{2}=2^{2^{2}}+1=17}
{\displaystyle F_{3}=2^{2^{3}}+1=257}
{\displaystyle F_{4}=2^{2^{4}}+1=65\,537}
Ma nel 1732 Eulero dimostrò che Fermat si sbagliava, dando la fattorizzazione di F5:
{\displaystyle F_{5}=2^{2^{5}}+1=2^{32}+1=4\,294\,967\,297=641\cdot 6\,700\,417.}
Nel 1770 dimostrò anche che ogni eventuale divisore di Fn è della forma {\displaystyle K2^{n+1}+1}, risultato che venne migliorato da Lucas nel 1878 con la considerazione che tali divisori devono anche essere del tipo {\displaystyle L2^{n+2}+1}, per gli {\displaystyle F_{n}} con {\displaystyle n>1}, dove {\displaystyle K} e {\displaystyle L} sono interi positivi.
Nel caso di {\displaystyle F_{5}}, per {\displaystyle L=1,2,3,4,5} troviamo rispettivamente 129, 257, 385, 513, 641;
di questi, solo 257 e 641 sono primi, e 641 effettivamente divide {\displaystyle F_{5}}.
Non è stato trovato nessun altro numero di Fermat primo, e anzi si ritiene molto probabile che i numeri di Fermat primi siano in numero finito.
A febbraio 2015, le uniche altre fattorizzazioni complete di numeri di Fermat sono le seguenti:
- {\displaystyle F_{6}=274177\cdot 67280421310721} (Clausen, Landry e Le Lasseur, 1880)
- {\displaystyle F_{7}=59649589127497217\cdot 5704689200685129054721} (Morrison e Brillhart, 1970)
- {\displaystyle F_{8}=1238926361552897\cdot P62} (Brent e Pollard, 1980)
- {\displaystyle F_{9}=2424833\cdot 7455602825647884208337395736200454918783366342657\cdot P99} (Western, 1903 / Lenstra, Manasse e altri, 1990)
- {\displaystyle F_{10}=45592577\cdot 6487031809\cdot 4659775785220018543264560743076778192897\cdot P252} (Selfridge, 1953 / Brillhart, 1962 / Brent, 1995)
- {\displaystyle F_{11}=319489\cdot 974849\cdot 167988556341760475137\cdot 3560841906445833920513\cdot P564} (Cunningham, 1899 / Brent e Morain, 1988)

dove {\displaystyle Px} indica un fattore primo di {\displaystyle x} cifre.
Si può comunque dimostrare (in base al test di primalità noto come test di Pépin) che {\displaystyle F_{n}} è primo se e solo se {\displaystyle 3^{(F_{n}-1)/2}\equiv -1{\pmod {F_{n}}}.}
I numeri di Fermat appaiono in contesti a prima vista non correlati. Ad esempio, Gauss dimostrò che si possono fare le costruzioni con riga e compasso dei poligoni regolari con {\displaystyle n} lati se e solo se {\displaystyle n} è il prodotto di una potenza di 2 per un prodotto finito di numeri di Fermat primi e distinti.
Nel luglio 2014 Raymond Ottusch ha trovato un divisore primo di {\displaystyle F_{3329780}}. Questo numero primo possiede ben 1002367 cifre, ed è 
{\displaystyle 193\cdot {2^{3329782}}+1.}
Al momento della dimostrazione, {\displaystyle F_{3329780}} diventava quindi il più grande numero di Fermat di cui fosse conosciuto almeno un fattore primo e di conseguenza la non primalità.
Il 18 luglio 2009 il GIMPS ha annunciato la scoperta di un divisore di {\displaystyle F_{19}}:
{\displaystyle 8962167624028624126082526703\cdot {2^{22}+1}} divide {\displaystyle F_{19}}.
Il 13 febbraio 2015 PrimeGrid ha annunciato di aver scoperto un divisore primo di {\displaystyle F_{2662088}}:
{\displaystyle 267\cdot {2^{2662090}}+1.}
In un sistema numerico binario, tutti i numeri di Fermat sono palindromi (3=11; 5=101; 17=10001; 65537=10000000000000001), e tutti i primi di Fermat sono quindi palindromi primi.

## Proprietà
- I numeri di Fermat soddisfano le seguenti relazioni di ricorrenza valide per n≥2, che possono essere provate tramite induzione:

{\displaystyle F_{n}=(F_{n-1}-1)^{2}+1}
{\displaystyle F_{n}=F_{n-1}+2^{2^{n-1}}F_{0}\cdots F_{n-2}}
{\displaystyle F_{n}=F_{n-1}^{2}-2(F_{n-2}-1)^{2}}
{\displaystyle F_{n}=F_{0}\cdots F_{n-1}+2.}
Dall'ultima relazione si deduce il cosiddetto teorema di Goldbach: ogni coppia di numeri di Fermat è coprima, ovvero nessun numero primo divide due numeri di Fermat diversi. Infatti, se {\displaystyle F_{i}} e {\displaystyle F_{j}} (con {\displaystyle i<j}) avessero un fattore comune {\displaystyle a>1}, questo dividerebbe sia
{\displaystyle F_{0}\cdots F_{j-1}}
che
{\displaystyle F_{j}=F_{0}\cdots F_{j-1}+2}
e quindi {\displaystyle a} dividerebbe 2, ossia {\displaystyle a=2}, il che è impossibile perché tutti i numeri di Fermat sono dispari. Quindi due numeri di Fermat sono sempre coprimi.
Da questo si può dimostrare il teorema dell'infinità dei numeri primi: poiché esistono infiniti numeri di Fermat, e ogni numero primo ne divide al più 1, devono esistere infiniti primi.
- Nessun numero di Fermat può essere espresso come somma di due numeri primi, ad eccezione di {\displaystyle F_{1}=5=2+3}; questo può essere dimostrato osservando che, essendo {\displaystyle F_{n}} sempre dispari, per essere somma di due primi dovrebbe essere primo il numero {\displaystyle F_{n}-2=2^{2^{n}}-1}, che però è sempre divisibile per 3[4].
- Nessun numero di Fermat può essere espresso come differenza di due potenze {\displaystyle p}-esime, dove {\displaystyle p} è un primo dispari.
- La somma dei reciproci di tutti i numeri di Fermat è irrazionale. (Solomon W. Golomb, 1963)